# Амазон юкатанський
Амазон юкатанський (Amazona xantholora) — птах родини папугових.

## Зовнішній вигляд
Довжина тіла 26 см. Основне забарвлення зелене із чорною облямівкою. У самців біле (кремове) чоло, ділянка навколо очей червона. Голова блакитна, вуздечка жовта. Першорядні махові пера крила — сині. Криючі крила і основа крайнього пір'я хвоста червоні. Дзьоб жовтий. Лапи коричневі. Райдужка коричнева. У самок чоло бузково-блакитне, у деяких можна помітити кілька білого пір'я на чолі й трохи червоних навколо очей. Першорядні махові крила — зелені. Трохи, або всі, першорядні і криючі крила можуть бути червоними.

## Розповсюдження
Живе на півострові Юкатан (Мексика), островах Косумєль і Роатан, у Белізі, Гондурасі.

## Спосіб життя
Населяє невисокі мангрові зарості, листяні ліси, дощові ліси й відкриті місцевості. У багатьох частинах ареалу, особливо в посушливих регіонах, ведуть кочовий спосіб життя. Активні ранками й із другої половини дня до вечора. Живляться насінням й плодами дерев, пальм і чагарників, бруньками й квітками. Залітаючи на поля й плантації, годуються також кукурудзою й плодами цитрусових. Літають на годівлю, збираючись у невеликі зграї, до 50 особин. Місця пошуку їжі, особливо сезонні, часто значно віддалені від місць ночівлі. На ночівлю збираються в більші зграї, до 1500 особин.

## Розмноження
Гніздяться в дуплах дерев. Шлюбний період припадає на березень. У кладці від 4 до 5 яєць, період інкубації становить 26 днів. Пташенята залишають гніздо у віці 50 днів.